# Toby Flood
Tobias Gerald Albert Cecil Lieven Flood (Frimley, 8 agosto 1985) è un allenatore ed ex giocatore di rugby a 15 internazionale per l'Inghilterra, com cui ha preso parte a due Coppe del Mondo; giocava come apertura o centro.
Dopo la fine della carriera agonistica è divenuto allenatore ai calci e alla tattica per il Newcastle.

## Biografia
Nipote di due attori, Flood crebbe a Morphet (Northumberland). In giovane età entrò nella scuola rugby del Newcastle, lì portato dal suo concittadino Jonny Wilkinson, che all'epoca allenava la squadra della scuola superiore dove Flood studiava.
Dal 2004 professionista nelle file dello stesso Newcastle, nel 2006 fu fatto esordire dal C.T. Andy Robinson in Nazionale maggiore in un test match contro l'Argentina. Quando vi fu l'avvicendamento tecnico alla guida della Nazionale, il nuovo C.T. Brian Ashton gli confermò la fiducia e lo convocò per il Sei Nazioni 2007.
Prese poi parte ai test di preparazione alla Coppa del Mondo 2007 di Francia, alla quale partecipò come convocato di riserva e, poi, ufficiale: da subentrato disputò i tre incontri a eliminazione diretta, compresa la finale, persa, contro il Sudafrica.
Passato al Leicester nel 2008, con tale club ha vinto due Premiership consecutive nel 2009 e nel 2010, ed è giunto alla finale di Heineken Cup 2008-09.
Ha fatto inoltre parte della selezione inglese alla Coppa del Mondo di rugby 2011.

## Palmarès
- Premiership: 2
Leicester: 2008-09, 2009-10